# Pullampadi
Pullampadi (o Pullambadi) è una suddivisione dell'India, classificata come town panchayat, di 9.985 abitanti, situata nel distretto di Tiruchirappalli, nello stato federato del Tamil Nadu. In base al numero di abitanti la città rientra nella classe V (da 5.000 a 9.999 persone).

## Geografia fisica
La città è situata a 10° 58' 0 N e 78° 55' 0 E e ha un'altitudine di 69 m s.l.m..

## Società

### Evoluzione demografica
Al censimento del 2001 la popolazione di Pullampadi assommava a 9.985 persone, delle quali 4.850 maschi e 5.135 femmine. I bambini di età inferiore o uguale ai sei anni assommavano a 1.026, dei quali 538 maschi e 488 femmine. Infine, coloro che erano in grado di saper almeno leggere e scrivere erano 7.230, dei quali 3.874 maschi e 3.356 femmine.